# Claude William Kinder

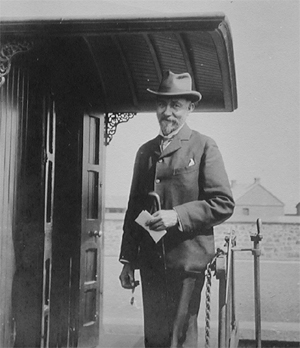
Claude William Kinder

Claude William Kinder C.M.G., chinesisch 金達, Pinyin Jin Da (* 10. August 1852; † 9. August 1936 in Churt, England) war 30 Jahre lang leitender Ingenieur der Kaiping Tramway and Imperial Railways of North China.

## Leben
Kinder war der dritte Sohn von Major Thomas William Kinder, der von 1863 bis 1868 im Hongkonger Münzamt leitend tätig und zwischen 1870 und 1875 als Direktor des Japanischen Münzamtes in Osaka arbeitete.
Nach der Schulausbildung unter der Leitung seines Vaters ging Claude Kinder nach Sankt Petersburg, um dort Eisenbahnwesen zu studieren. Er nahm seine erste Stellung 1873 beim japanischen Eisenbahnministerium an. Durch die Satsuma-Rebellion wurde er gezwungen, Japan zu verlassen und ging 1878 nach Shanghai, wo er Tong King-sing traf. Dieser berief ihn als Ingenieur an die Chinese Engineering and Mining Company in Tangshan nahe Kaiping. Kinders ursprünglicher Auftrag war es, neue Abbauschächte im Bergwerk und eine Eisenbahn von der Mine zum nächsten schiffbaren Fluss anzulegen. Die chinesische Regierung verhinderte zunächst den Plan für eine Eisenbahn, so dass Kinder stattdessen einen Kanal anlegen ließ, um die Kohle zwischen dem Fluss bei Lutai und Hsukochuang (heute Xugezhuang) zu transportieren. Die letzte kurze Distanz wurde mit einer Bahnstrecke bis nach Tangshan überwunden.
Die Regierung hatte vorgesehen, dass nur Maultiere für den Transport der Kohlewagen auf dieser Bahnstrecke benutzt werden dürften. Aber Kinder baute mit dem stillschweigenden Einverständnis Tong King-sings im Geheimen eine Dampflokomotive. Die Lokomotive, The Rocket of China genannt, war die erste in China gebaute Dampflokomotive. Aus diesen bescheidenen Anfängen entwickelte sich der Kaiping Tramway zu Chinas erster Haupteisenbahnstrecke der Imperial Railways of China und nach dem Ende der Qing-Dynastie zur Peking-Mukden Eisenbahn.
Die chinesische Regierung ernannte Kinder zu einem chinesischen Beamten ehrenhalber und verlieh ihm den Orden vom Doppelten Drachen. 1900 wurde Kinder ein Companion of the Order of St Michael and St George in Anerkennung seiner Verdienste um die Eisenbahn und damit die finanziellen Interessen Großbritanniens in China.